# Tony Zabel
Tony Zabel (* 17. März 1971) ist ein schwedischer Eishockeytrainer, der seit April 2025 als Assistenztrainer bei den Iserlohn Roosters aus der Deutschen Eishockey Liga (DEL) aktiv ist. Zuvor war er unter anderem Cheftrainer bei Djurgården Hockey in der Elitserien.

## Karriere
Nach sechs Spielzeiten als Verteidiger bei IFK Tumba und IFK Salem in der damals drittklassigen Division 2 schlug Tony Zabel früh eine Trainerlaufbahn ein. Ab 1998 war er für insgesamt 18 Jahre beim Djurgårdens IF tätig, zunächst in der Nachwuchsabteilung. Er wurde im Jahr 2006 Co-Trainer der U20-Mannschaft, ehe er ein Jahr später zum Chefcoach des U18-Teams aufstieg und mit diesem die Meisterschaft gewann. Wiederum ein Jahr später wurde er zum Headcoach des ältesten Nachwuchsteams befördert, in dem er unter anderem den späteren NHL-Spieler und zweifachen Weltmeister Gabriel Landeskog trainierte.
Während der Saison 2011/12 wechselte Zabel zur Profimannschaft in der Elitserien, als er am 30. Januar 2012 Hardy Nilsson als Cheftrainer ablöste. Nach der Verpflichtung von Charles Berglund beendete er die Spielzeit als Co-Trainer der ersten Mannschaft. Trotz des Abstiegs in die HockeyAllsvenskan blieb Zabel dem Verein erhalten und rückte in der Saison 2012/13 nach dem Rücktritt von Berglund im November 2012 ein zweites Mal auf den Cheftrainer-Posten. Während der folgenden Spielzeit 2013/14 wurde er von Hans Särkijärvi ersetzt, der den Club zurück in die Erstklassigkeit führte. Zabel kehrte schon zur Saison 2014/15 für ein Jahr als Co-Trainer nach Djurgården zurück.
Ab 2015 war Tony Zabel für rund zehn Jahre im unterklassigen Bereich und bei Nachwuchsmannschaften tätig. In der Saison 2015/16 trainierte er den Drittligisten Kallinge-Ronneby IF, im Jahr darauf war er Assistenztrainer beim Zweitligisten VIK Västerås HK. Als General Manager war er von 2017 bis 2019 für die Nachwuchsabteilung des Hanvinkens SK, von 2019 bis 2022 für den Zweitligisten HC Vita Hästen und von 2022 bis 2025 für die Juniorenteams von Brinkens IF aktiv.
Im April 2025 wurde Zabel von den Iserlohn Roosters verpflichtet. Bei dem Klub aus der Deutschen Eishockey Liga (DEL) übernimmt er den Posten des Assistant und Development Coaches an der Seite von Cheftrainer Stefan Nyman.

## Erfolge und Auszeichnungen
- 2008 Meister der J18 Elit mit Djurgården Hockey
- 2014 Aufstieg in die Svenska Hockeyligan mit Djurgården Hockey (als Co-Trainer)

## Karrierestatistik
(Legende zur Spielerstatistik: Sp oder GP = absolvierte Spiele; T oder G = erzielte Tore; V oder A = erzielte Assists; Pkt oder Pts = erzielte Scorerpunkte; SM oder PIM = erhaltene Strafminuten; +/− = Plus/Minus-Bilanz; PP = erzielte Überzahltore; SH = erzielte Unterzahltore; GW = erzielte Siegtore; 1 Play-downs/Relegation; Kursiv: Statistik nicht vollständig)